# Eugène Caron
[
Pour les articles homonymes, voir Caron.
Eugène-Charles Caron, né à Rouen le 4 novembre 1834 et mort à  Courbevoie le 18 décembre 1903, était un baryton d'opéra français. Après des études au Conservatoire de Paris, il fait ses débuts sur scène à l'Opéra de Paris en 1862. 
Il est l'époux de la chanteuse lyrique Fanny Keller.